# بورغ هانسن
بورغ هانسن (بالدنماركية: Børge Hansen)‏ هو مجدف دنماركي، ولد في 6 يناير 1931 في كوبنهاغن في الدنمارك.

## وصلات خارجية
- بورغ هانسن على موقع الاتحاد الدولي للتجديف (الإنجليزية)
- بورغ هانسن على موقع اللجنة الأولمبية الدولية (الإنجليزية)
- بورغ هانسن على موقع أوليمبيديا (الإنجليزية)